# 유엔 안전 보장 이사회 결의 제1985호
유엔 안전 보장 이사회 결의 제2087호는 2011년 6월 10일, 15개국 만장일치로 채택되었다.

## 채택 결과
제1985호에서 모든 국가와 유엔 관련기구 등에게 제재 이행과 관련한 정보를 제공함으로써 제재위원회 및 전문가 패널 등과 최대한 협력할 것을 촉구하였다. 또한 북한 핵 프로그램 제재 이행을 감시하는 전문가 패널의 활동 시한을 1년간 연장하는 결의안을 만장일치로 채택했다.

## 같이 보기
- 유엔 안전 보장 이사회 대북제재위원회